# Föreningen Verkstaden
Föreningen Verkstaden var en svensk grupp med arkitekter och formgivare, som efter Hemutställningen 1917 bildades för att främja inredning av god kvalitet, både konstnärligt och hantverksmässigt. Medlemmar var bland andra Hakon Ahlberg, Gunnar Asplund, David Blomberg, Einar Forseth, Edward Hald, Simon Gate, Elsa Gullberg, Wilhelm Kåge, Carl Malmsten, Edvin Ollers, Uno Åhrén och Harald Bergsten. Gruppen var verksam 1918-1924 och deltog bland annat på en utställning på Liljevalchs konsthall 1920 och på Jubileumsutställningen i Göteborgs 1923.